# 白色巨塔 (2006年電視劇)
《白色巨塔》（英語：The Hospital），是一部臺灣電視連續劇，改編自臺灣作家侯文詠同名小說。劇情內容以國立聯合大學教學醫院為背景，描述臺灣醫界內部的政治生態，以及醫師們各種不同的價值觀和人生觀。
該劇自2006年8月15日起至同年10月6日，在臺灣的中視無線台首播，2007年10月起再度在同臺重播；自2007年4月21日起至8月5日在香港無綫電視翡翠臺首播；以及自2007年10月4日起，在NHK衛星第2頻道首播，成為日本放送協會播映的第一部臺灣電視劇。

## 製作及改編
《白色巨塔》一劇由揚名影視（Yang Ming Production）製作，從籌備到殺青共橫跨兩年時間，製作經費從原本每集一百五十萬元（新臺幣，以下皆同）、總共兩千多萬元的預算，追加到每集四百萬，總經費八千萬元支出。劇中最貴的場景是醫院大廳，共花費五十萬元；劇組租借了南港軟體工業園區的大樓，以搭建出滿足導演視覺要求的醫院大廳。
雖然本劇號稱臺灣電視史上耗資最鉅的連續劇集，但藉由販賣海外播映權的方式，在正式播出前就已將製作成本打平。
為了符合電視劇集的需要，劇本在部分情節及人物安排上，做出相當程度的改編，主要是就主角的性格加以調整，並且增加了愛情戲的比重。由於劇中更多關於人物死亡的安排，劇情主體的調性似乎顯得較原著更為沉重，情緒衝突也更為激烈。然而編劇吳洛纓、彭盛青在劇末加入若干人道關懷，以及對醫療事業和人生意義的省思等元素，使本劇在重燃希望的氣氛中結局，而略不同於原著結局的無奈。
主角蘇怡華醫師的個性及對愛情的態度是改編過程中是爭論最多的部分，結果與原著主人公的性格產生相當程度的不同。原著中基本屬於反派配角的邱慶成一角，在劇中整體戲份及刻劃深度也都有相當程度的加重，成為擁有獨立且完整主線的第二男主角。
另外，原著小說成於2000年之前，當時總統為李登輝。但電視劇改編時，為避免原著陳姓總統及其女兒等角色投射至現實中，故將總統姓氏易為「劉」，總統千金姓名由「陳心愉」改為「劉心萍」。

## 評論與迴響
- 本劇係根據臺灣作家侯文詠原作、皇冠文化於1999年出版之小說《白色巨塔》改編拍攝。該原著與日本作家山崎豐子於1963年發表的社會寫實小說書名雷同，且兩書均有描寫國立大學醫院內部權力鬥爭的情結，曾因而涉及法律訴訟。因此當2003年以山崎作品改編之日本同名電視劇在日臺兩地上映，而後本劇開拍之際，即引起社會注意及討論。
- 本劇導演蔡岳勳在本劇幕後花絮特別節目中表示，臺灣已經很久沒有出現一部集結如此堅強的演員陣容，並且人人都有良好發揮的電視作品。劇組的野心是要做出一部臺灣出產，能在亞洲各地國際市場成功行銷，並被認為堪稱水準頂尖的作品。他自己評價說，在劇組能力可及的條件下，他們的成品至少達到最初期望百分之七十的水準。
- 雖然本劇品質受到肯定，但劇中一些醫療細節仍不夠嚴謹；例如未注意幼兒聽診器和心臟科聽診器的分別，對於醫院體系的描述，以及劇中醫師對於手術器具的稱呼不完全符合現實狀況等。
- 受到本劇在NHK衛星第2頻道熱播的影響，角川書店於2007年10月出版樋口裕子翻譯的侯文詠原作小說《白色巨塔》日文版，日文書名為（即“The Hospital”的片假名標示法）。

## 入圍及得獎紀錄
本劇及劇組成員共獲得第42屆金鐘獎電視金鐘獎八項提名，包括「戲劇節目獎」、「戲劇節目導播（演）獎」（蔡岳勳）、「戲劇節目男主角獎」（戴立忍）、「戲劇節目男配角獎」（張國柱及吳孟達）、「戲劇節目女配角獎」（楊謹華）等；最終贏得「戲劇節目導播（演）獎」、「戲劇節目編劇獎」（吳洛纓、彭盛青）及「戲劇節目男配角獎」（張國柱）。

## 劇情簡介
本劇以國立聯合大學附設醫院裡的政治生態為背景，講述身陷其中的青年醫師們，如何在理想與現實之間掙扎的故事。
主角蘇怡華是聯大醫院外科的主治醫師。
總統劉志傑的女兒劉心萍罹患白血病，住院進行化學治療。聯大醫院內科主任徐大明以及外科主任唐國泰均為總統醫療團隊核心成員，兩人對接掌醫院院長一職均有野心，故欲利用這次機會，表現邀功，增加勝算。徐大明以減少化療過程中注射藥劑痛苦為由，建議為劉心萍裝上內植式輸液管，並指定由曾進行相關專門研究的蘇怡華擔當手術。唐國泰一為爭功，二為不滿徐大明跳過自己直接與外科醫師聯繫，強行改令外科副主任邱慶成操刀，並對外宣稱由自己進行手術；結果卻因手術留下的後遺症，使自己及醫院陷入無法對總統交代的困境。
過程中，蘇怡華本著醫師職責，多次當面頂撞業師唐國泰，致唐對其極為不滿，加以打壓，使其陷入動彈不得的窘境。但唐國泰蠻橫無理霸道的作風，已在他爭取醫院院長之路上，埋下了失敗的種子。唐國泰的失敗重挫，以及徐大明的得勢，在醫院中掀起了一連串的人事變化，尤其直接影響了邱慶成、蘇怡華等外科要角往後的人生……
另一方面，麻醉科主治醫師關欣與醫學院院長黃凱元捲入患者死亡的醫療糾紛。黃凱元原希望透過唐系人馬向關欣施壓，要她頂下醫療過失的責任，但堅持是非原則的關欣不為所動。
關欣與蘇怡華是醫學院前後屆同學，學生時代兩人曾經相戀，卻因關欣移情別戀而分手。在前述醫療糾紛引發的一連串風波中，關欣承受來自院方以及死者家屬的雙重壓力；蘇怡華適時給予關懷，兩人舊情復萌。然而，另一位曾在關欣生命中扮演極重要角色的男人，於此時再度出現，為這段破鏡重圓的戀情投下更大的變數……

## 角色

### 主要角色
| 演員   | 角色   | 介紹 | 登場集數                                       | 日語配音   | 粵語配音 |
| ------ | ------ | --- | ---------------------------------------------- | ---------- | -------- |
| 言承旭 | 蘇怡華 | 聯大附設醫院外科主治醫師 在第21集接任外科副主任，第32集再升上外科主任故事。男主角，與關欣也短暫交往過，因其不善於拒絕徐翠鳳的示好行為，勾起關欣與莊明哲之前的孽緣回憶，進而導致關欣誤會蘇怡華與徐翠鳳之曖昧，蘇怡華於第32集向關欣求婚遭拒後與關欣分手，最終與院長的女兒徐翠鳳結婚。 | 全劇                                           | 內田夕夜   | 黃啟昌   |
| 張鈞甯 | 關欣   | 聯大附設醫院麻醉科主治醫師 第22集升上麻醉科主任，曾與莊明哲相戀，後來發現懷了莊明哲的小孩，莊明哲為功利拋棄她，關欣墮胎；與蘇怡華有短暫交往過，後與蘇怡華分手，第33集辭職與姐姐關華回到鄉下。                                                                                       | 1-18, 20-33, 36-39                             | 小林沙也加 | 陳凱婷   |
| 戴立忍 | 邱慶成 | 聯大附設醫院外科副主任 與馬懿芬外遇，馬懿芬懷有邱慶成的孩子，第21集升上外科主任，於32集因收受病患家屬紅包醜聞而下台。 | 1-28, 30-33, 35, 37-39                         | 木下浩之   | 陳欣     |
| 唐治平 | 陳寬   | 聯大附設醫院外科主治醫師 蘇怡華的朋友；在父親期望以及倫理道義的夾縫之間掙扎，最後終究敵不過命運的安排，在35集得到胃癌病死。 | 1-2, 4-5, 8-10, 13-14, 16-20, 26, 29, 32-35    | 三木真一郎 | 陳廷軒   |
| 張國柱 | 徐大明 | 聯大附設醫院內科主任 與唐國泰為世仇，於第19集贏過唐國泰接任院長；對蘇怡華寄有厚望，希望他能夠繼承自己的地位，並成為自己的女婿。 | 1-3, 5-11, 13, 16-17, 20-25, 27, 29-34, 36-38  | 小川真司   | 張炳強   |
| 吳孟達 | 唐國泰 | 聯大附設醫院外科主任 因其頑固霸道的作風，在與徐大明院長之爭中落敗，在第19集並因此中風；失勢後，晚景淒涼。於第37集過世。 | 1-11, 13, 16-24, 39                            | 石田太郎   | 梁志達   |
| 楊謹華 | 馬懿芬 | 藍天電視台（BTV）新聞記者 與邱慶成發生婚外情；經過未婚懷孕及邱慶成醜聞風波之後，於33集決定遠走美國、展開新生活。 | 1-2, 5-6, 8-14, 16, 18, 20-33                  | 佐久間玲   | 梁少霞   |
| 廖語晴 | 康雯麗 | 聯大附設醫院外科護理站護理長 暗戀蘇怡華，並且給予支持，於第32集嫁給蔣慶文。 | 1-2, 4-7, 9-11, 13-16, 19-20, 22, 32,33, 34-35 | 岡村明美   | 曾佩儀   |
| Saya   | 劉心萍 | 總統的女兒 罹患急性白血症住院治療；她的輸液管手術不但成為徐唐鬥爭檯面化的導火線，手術成敗及處置過程更影響了「院長之爭」的最後結果，雖然安然出院，卻於第33集血癌惡化又回到聯大醫院，最後於36集去世。                                                                                 | 1-9, 11-13, 16-17, 34-36                       | 佐古真弓   | 林雅婷   |
| 張復健 | 黃凱元 | 聯合大學醫學院院長 因醫療過失而引咎辭職。 | 2-6, 9, 12, 14-16, 18-19                       | 堀勝之祐   | 陳永信   |
|        | 季院長 | 深耕醫院院長、北區醫師公會理事長 | 4                                              |            |          |
| 陶傳正 | 方健輝 | 健輝藥品公司總經理 | 4, 6, 20, 28                                   |            |          |
| 費翔   | 莊明哲 | 前聯大附設醫院外科醫師 曾與關欣相戀；後來卻為功利拋棄關欣，與私立醫院院長女兒結婚令他後悔一生，後擔任醫藥公司董事長，後因妻子自殺未遂而致聯大醫院與關欣重逢，重新追求關欣，短暫復合後又遭關欣拋棄，離開關欣。                                                                       | 7, 12-13, 24-28                                | 堀內賢雄   | 潘文柏   |
| 張魁   | 陳庭   | 庭寬診所院長 陳寬的父親，不擇手段欲助其子當上醫學院教授 | 17-19, 29-30, 32, 33-35                        | 佐佐木梅治 | 招世亮   |
| 胡安安 | 徐翠鳳 | 徐大明的獨生女 起初對蘇怡華死纏爛打追求，知道關欣的存在，用計逼退關欣，在蘇怡華遭受一連串重大打擊的時候，成為他感情上的避風港，並成為他的妻子。 | 24-30, 32-34, 36-39                            | 甲斐田裕子 | 張頌欣   |

### 特別演出（部分）
| 演員   | 角色    | 介紹                                                                              | 登場集數                                        | 日語配音     | 粵語配音 |
| ------ | ------- | --------------------------------------------------------------------------------- | ----------------------------------------------- | ------------ | -------- |
| 乾德門 | 趙仲民  | 聯大附設醫院院長                                                                  | 1-3, 8-11, 13, 17                               | 大塚周夫     | 陳曙光   |
| 倪雅倫 | 楊慕恩  | 聯大醫學院院長秘書                                                                | 3-6, 9-10, 12-16, 20-21                         | 岡本麻彌     | 黃玉娟   |
| 黃若白 | 孫馥堂  | 國立聯合大學校長                                                                  | 9, 18-19                                        |              |          |
| 劉亮佐 | 賴成旭  | 聯大附設醫院麻醉科主任 緬甸人，第廿二集下台，第三十二集遭開除。                   | 1, 7-9, 11, 20-22, 31                           | 立木文彥     | 劉昭文   |
| 朱蕾安 | 徐雅慧  | 聯大附設醫院麻醉科醫事麻醉師                                                      | 7-9, 13-14, 23                                  |              |          |
| 唐克華 | 明濱    | 聯大附設醫院外科總醫師                                                            | 1,4-6, 8-10, 13-16, 19-22, 24, 35, 37-39        | 川島得愛     | 李致林   |
| 張大鏞 | 郝孝剛  | 聯大附設醫院外科住院醫師 暗戀康雯麗，在第十三集被調職到台東分院。                 | 2-4, 7-11, 13-15                                | 佐藤節二     | 陳振安   |
| 米凱莉 | 魏明珠  | 聯大附設醫院外科開刀房護理長                                                      | 1-2, 5, 9, 11, 19, 21-23                        | 小林優子     | 曾秀清   |
| 黃宗祐 | 孫大軍  | 聯大附設醫院內科主治醫師                                                          | 3, 32                                           |              |          |
|        | 張智豪  | 聯大附設醫院麻醉科住院醫師                                                        | 2                                               |              |          |
| 姚黛瑋 | 常憶如  | 藍天電視台新聞部經理                                                              | 2, 6, 9-10, 23, 27-32                           | 小山茉美     | 陸惠玲   |
| 藍文希 | 黃美麗  | 藍天電視台新聞部記者 新進記者                                                     | 30-32                                           |              |          |
| 洪岑   | 邱敏    | 邱慶成女兒 有學習障礙，第三十八集遇車禍，第三十九集宣判腦死，捐贈器官予三名孩童。 | 1, 4, 12-15, 18-19, 22-24, 27, 30-31, 38-39     |              | 何璐怡   |
| 楊文文 | 詹美茜  | 邱慶成太太 法律系畢業，為了照顧學習障礙的女兒而留在家裡。                         | 1, 4, 11-15, 18-19, 21, 23-24, 27, 30-33, 38-39 | 八十川真由野 | 沈小蘭   |
| 簡沛恩 | 安妮    | 陳寬太太                                                                          | 18, 32-35                                       | 落合留美     |          |
| 時華   | 劉美雲  | 唐國泰夫人 與兒女移民美國多年。                                                   | 20-24                                           | 土井美加     |          |
| 柯淑勤 |         | 徐大明夫人                                                                        | 24-25, 32, 37                                   | 野澤由香里     |          |
| 黃騰浩 | 洪威    | 關欣委任律師                                                                      | 8, 10, 12, 14                                   | 清水明彥     |          |
| 丁寧   | 關華    | 關欣二姊                                                                          | 3, 6-8, 10, 13, 16, 32-33                       | 璐美         | 曾秀清   |
| 修楷   | 廖其書  | 關欣未婚夫                                                                        | 37-39                                           | 鐵野正豊     | 李錦綸   |
| 梁修身 | 劉傑    | 總統                                                                              | 1-3, 7-8, 13, 16-17, 19                         | 玄田哲章     | 盧國權   |
| 鄧安寧 | 王世平  | 總統辦公室主任 徐大明多年好友                                                     | 1-3, 7-8, 11-12, 16, 19                         | 坂東尚樹     | 翟耀輝   |
| 向麗雯 | 朱慧瑛  | 黃凱元醫療過失致死病患                                                            | 2-3                                             | 林真花       | 謝潔貞   |
| 林立洋 | 鄧念瑋  | 朱慧瑛未婚夫                                                                      | 2-3, 5-8, 10-11, 16                             | 東地宏樹     |          |
| 海蓉   |         | 朱慧瑛之母                                                                        | 5, 10-12, 14-16                                 | 久保田民繪   |          |
| 蔡宓潔 | 朱慧婷  | 朱慧瑛的妹妹                                                                      | 5, 10, 14-16                                    | 久嶋帆       |          |
| 楊詩曼 | 林美杏  | 嬰兒病患張佑之母                                                                  | 8-15                                            |              |          |
| 尹昭德 | 張健    | 嬰兒病患張佑之父                                                                  | 8-11, 15                                        | 奧田啟人     |          |
| 何豪傑 | 阿俊    | 張健夫婦之友                                                                      | 8                                               |              |          |
| 秋乃華 | 阿蕊    | 唐國泰家的女傭                                                                    | 17, 19-20                                       | 青木和代     |          |
| 吳建恆 | 陳文進  | 聯大附設醫院腎臟移植手術醫師                                                      | 21                                              |              |          |
| 高英軒 | Stephen | 徐翠鳳前男友                                                                      | 25, 28                                          |              |          |
|        | 周柏全  | 聯大附設醫院病理科教授                                                            | 14                                              |              |          |
| 阿桑   |         | 駐唱歌手                                                                          | 7                                               |              |          |